# Panax
Pour les articles homonymes, voir Aureliana.
Genre
Synonymes
- Aureliana Boehm.[2]

Panax est un genre de plantes à fleurs de la famille des Araliaceae. Ce sont des plantes vivaces.

## Liste d'espèces
Selon World Checklist of Selected Plant Families (WCSP) (14 février 2017) :
- Panax assamicus R.N.Banerjee (1968)
- Panax bipinnatifidus Seem. (1868)
  - variété Panax bipinnatifidus var. angustifolius (Burkill) J.Wen (2001)
  - variété Panax bipinnatifidus var. bipinnatifidus
- Panax ginseng C.A.Mey. (1842)
- Panax japonicus (T.Nees) C.A.Mey. (1843)
- Panax notoginseng (Burkill) F.H.Chen (1975)
- Panax pseudoginseng Wall. (1829)
- Panax quinquefolius L. (1753)
- Panax sokpayensis Shiva K.Sharma & Pandit (2009)
- Panax stipuleanatus H.T.Tsai & K.M.Feng (1975)
- Panax trifolius L. (1753)
- Panax vietnamensis Ha & Grushv. (1985)
- Panax wangianus S.C.Sun (1946)
- Panax zingiberensis C.Y.Wu & Feng (1975)